# Monte Hellman
Monte Hellman, właśc. Monte Jay Himmelman (ur. 12 lipca 1932 w Nowym Jorku, zm. 20 kwietnia 2021 w Palm Desert) – amerykański reżyser, scenarzysta, montażysta i producent filmowy.

## Życiorys
Urodził się na Greenpoincie w Nowym Jorku jako syn Gertrude (z domu Edelstein) i Freda Himmelbauma. Uczęszczał do Los Angeles High School. W 1951 ukończył studia na Uniwersytecie Stanforda. Po ukończeniu studiów filmowych na UCLA, Hellman został asystentem producenta / reżysera Rogera Cormana. Jako reżyser zadebiutował niskobudżetowym horrorem The Beast from the Haunted Cave (1959) z Frankiem Wolffem, wyprodukowanym przez brata Cormana, Gene’a.
We wczesnych latach 60. nakręcił materiał do komedii grozy Rogera Cormana Potwór z morza (Creature from the Haunted Sea, 1961) z Betsy Jones-Moreland i horroru Strach (The Terror, 1963) z Jackiem Nicholsonem. Hellman i Nicholson pracowali potem razem na planie dramatu wojennego Tylnymi drzwiami do piekła (Back Door to Hell, 1964), filmu przygodowego Flight to Fury (1964) oraz westernów – Niesłusznie oskarżeni (Ride in the Whirlwind, 1966), za który był nominowany do nagrody miesięcznika „Cahiers du cinéma”, i W poszukiwaniu zemsty (The Shooting, 1966).
W latach 70. wyreżyserował trzy filmy z Warrenem Oatesem: filmie drogi Two-Lane Blacktop (1971), kontrowersyjny dramacie Walka kogutów (Cockfighter, 1974) i westernie China 9, Liberty 37 (1978). Za realizacę dreszczowca Wyspa śmierci (Iguana, 1988) z Everettem McGillem otrzymał wyróżnienie specjalne krytyków filmowych „Bastone Bianco” na 45. festiwalu w Wenecji. Kolejny jego film to slasher Cicha noc, śmierci noc III: Przygotuj się na najgorsze (Silent Night Deadly Night III: Better Watch Out, 1989). Był producentem wykonawczym dramatu kryminalnego Quentina Tarantino Wściekłe psy (Reservoir Dogs, 1992). Na 67. festiwalu w Wenecji odebrał Specjalnego Lwa za całokształt pracy i był nominowany do Złotego Lwa za reżyserię dreszczowca Road to Nowhere (2010). W 2011 zdobył Maverick Filmmaker Award na Palm Springs International Film Festival.
Przewodniczył jury sekcji „Un Certain Regard” na 59. MFF w Cannes (2006).

## Filmografia

### Jako reżyser
- 2010 Road to Nowhere
- 1989 Cicha noc, śmierci noc III: Przygotuj się na najgorsze
- 1988 Wyspa śmierci
- 1979 Ekspres pod lawiną
- 1977 Niepokonany
- 1976 Call Him Mr. Shatter
- 1974 Cockfighter
- 1974 Shatter
- 1971 Two-Lane Blacktop
- 1967 W poszukiwaniu zemsty
- 1965 Niesłusznie oskarżeni
- 1964 Tylnymi drzwiami do piekła
- 1964 Flight to Fury
- 1963 Strach

### Jako montażysta
- 1993 Dotyk przeznaczenia
- 1989 Cicha noc, śmierci noc III: Przygotuj się na najgorsze
- 1975 Elita zabójców
- 1967 W poszukiwaniu zemsty
- 1966 Dzikie anioły
- 1965 Niesłusznie oskarżeni